# 짐 톰프슨의 집

짐 톰프슨의 집

짐 톰프슨의 집(영어: Jim Thompson House, 태국어: พิพิธภัณฑ์บ้านจิม ทอมป์สัน)은 타이 방콕에 있는 박물관이다.

## 개요
미국의 사업가 짐 톰프슨이 말레이시아에서 실종되기 직전까지 살았던 집이다. 1950,60년대에 그가 타이 각지에서 모아온 다양한 건축 양식이 도입되고 있다. 톰프슨 실크 회사를 시작했을 무렵, 동남아 예술 작품을 모았다. 톰프슨은 타이뿐만 아니라 당시의 버마와 캄보디아, 라오스도 불교 예술품 수집 대상으로 하고 있었다. 짐 톰프슨의 집은 톰프슨이 수집한 불교 예술 작품 등이 전시되어 있다.